# ドメーヌ・ド・ラ・ロマネコンティ

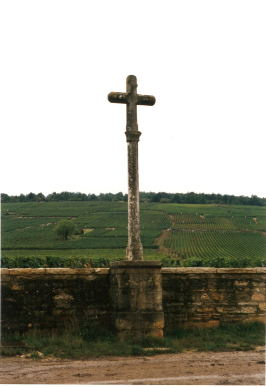
ロマネ・コンティのブドウ畑

ドメーヌ・ド・ラ・ロマネコンティ（フランス語: Domaine de la Romanée-Conti; DRC）とは、フランス・ブルゴーニュ地域圏ヴォーヌ・ロマネ村にある、赤、白ワインを製造しているワイン醸造所。世界で最高のワイン製造業者とされており、そのワインは世界で最も高価なワインの一つである。醸造所の名は所有する最も有名なワイン畑ロマネ・コンティからつけられた。

## 歴史
1232年に、ヴォーヌのサン・ヴィヴァン修道院が1.8ヘクタールのワイン畑を手に入れた。1631年、この畑はクローネンブール家（de Croonembourg famille）が購入したが、この一家は理由は不明だが畑の名前をロマネと改名した。同時にこの一家は隣接するラ・ターシュのブドウ畑も手に入れた。
1760年、アンドレ・ド・クローネンブールはこの醸造所を売る決心をしたが、フランス王ルイ15世の愛妾ポンパドゥール夫人とコンティ公ルイ・フランソワ1世の間で競売にかけられた。その結果コンティ公が落札し、このブドウ畑はロマネ・コンティという名で知られるようになった。しかし、フランス革命時に、コンティ公の領地は差し押さえられ、競売にかけられた。
ロマネ・コンティのブドウ畑はニコラ・デュフェール・ド・ラ・ヌール（Nicolas Defer de la Nouerre）が購入したが、1819年にはジュリアン・ウーヴラールに78,000フランで売却した。1869年、この畑はジャック＝マリー・デュヴォー＝ブロシュが購入し、エシェゾー、グラン・エシェゾーおよびリシュブールの地所の獲得で今日知られている醸造所を造った。
9.43ヘクタールのロマネ・サン・ヴィヴァンの畑は1791年に、幾何学者ガスパール・モンジュの義子にあたるニコラ＝ジョゼフ・マレーが購入した。マレー＝モンジェ家は1898年に畑の一部をラトゥール家に売却し、残りの5.28ヘクタールを1966年にドメーヌ・ド・ラ・ロマネコンティに貸し、最終的に1988年に醸造所に売却した。この最後の取引のために、醸造所のエシェゾー、グラン・エシェゾーの売却および賃貸借契約付き売却で資金調達をした。
ナポレオンの将軍の一人、ルイ・リジェ＝ベレールはよいブドウ畑を手に入れることを決めた。そして1815年、彼は息子ルイ＝シャルルとともに、ラ・ターシュ全てを含む40ヘクタールの最高の畑を手に入れた。1933年までに、この畑は24ヘクタールまで減少し、相続でもめた結果、リジェ＝ベレールはラ・ターシュを醸造所に売却した。この醸造所はデュヴォー＝ブロシュの時代から隣接する4ヘクタールのレ・ゴーディショのブドウ畑をすでに所有しており、1936年の相続問題の後、この畑とラ・ターシュを合わせてラ・ターシュの「グラン・クリュ・モノポール」とした。

## ブドウ畑とそこから生産されるワイン

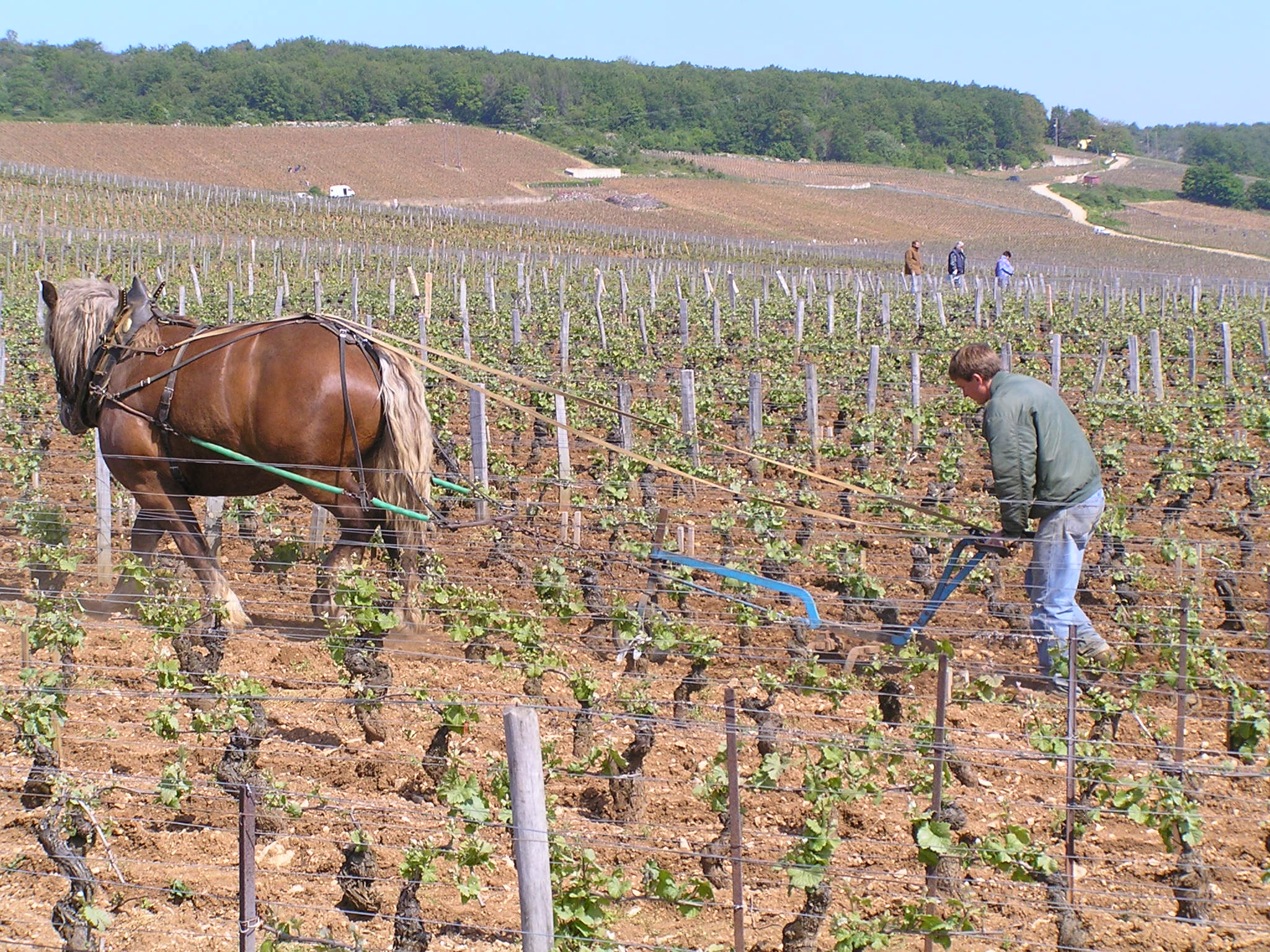
ロマネ・コンティ・グラン・クリュのブドウ畑の土を手作業で耕している様子。

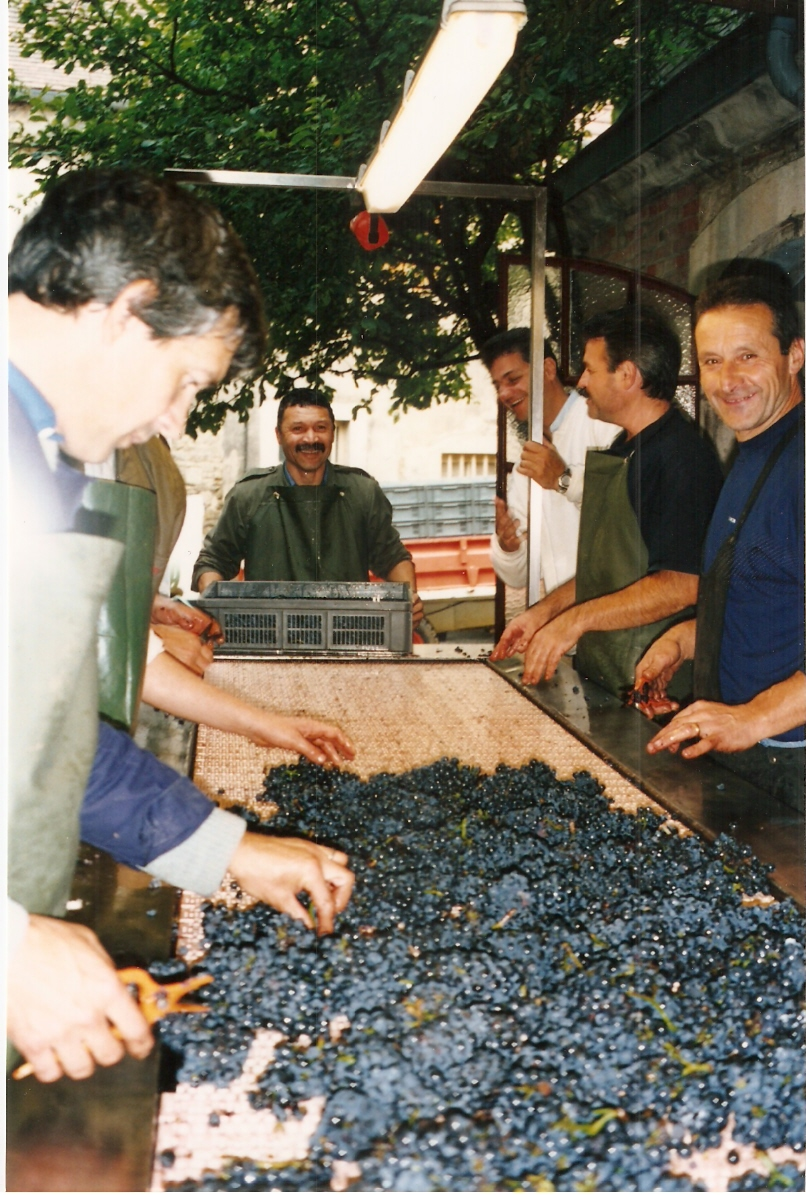
ロマネ・コンティのブドウの選別

このブドウ畑はヴォーヌ・ロマネ村周辺にあり、東および南東に面した水はけのよい斜面である。岩石と泥灰土の基盤に鉄分の多い石灰岩の土壌で、海抜約240メートルの地にブドウの木が植えられている。ブドウの木の平均樹齢は非常に高く約44年で、有機栽培で育てられている。
肥料は粉砕したワインの木の根、ブドウの皮および発酵残渣からつくられた堆肥のみを用いている。トラクターを用いることで土が詰まるのを防ぐため、ロマネ・コンティおよびモンラッシェのブドウ畑を耕すのに馬が用いられていた。ラ・ターシュおよびグラン・エシェゾーの5ヘクタールの土地は現在はバイオダイナミック農法が採用されており、それぞれのワインの木は特別な自然農法と厳格な太陰暦のもと育てられている。収穫量は非常に少なく、1ヘクタールあたり平均2500リットル（グラン・クリュは3500リットル）である。言い換えれば、1本のドメーヌ・ド・ラ・ロマネコンティをつくるためには3本のブドウの木が必要ということになる。季節初めの剪定と、7月/8月に基準を満たさない房を摘み取る摘房（éclaircissage/vendange en vert）を行うことにより収穫量を低く保っている。収穫したブドウの実は籠に分類され、ワインの製造に入る前にそれぞれの状態を調べる。
これらの二つの最も人気のある赤ワインについて、あるワイン評論家は次のように述べている。
「ロマネ・コンティとラ・ターシュは均衡の最高傑作であり、超越した男性的な力強さと女性らしい媚薬を感じさせる。これらのワインは、古いワインの木の成熟した実の完璧な香りと味とテロワール（土壌）の個性を反映している。これらのワインの複雑さの中で新木の香りを感じ取ることができないほどの完璧さを手に入れている。」

### ロマネ・コンティ
- ブドウの種類：ピノ・ノワール
- ワイン畑：1.8ヘクタール（モノポール）
- 木の平均年数：53年
- 平均製造量：450ケース/年
- 750mL瓶の平均価格：13,092ドル[2]

ロマネ・コンティの畑で生産される主力ワインについて、ワイン評論家クライブ・コーツは次のように述べている。
「世界で最も希少で、最も高価な－そしてほぼ常に最高の－ワインである…もし1ケース入手することができるなら－それは大いなる「もし」だが－若いもので5,000ポンド以上、ヴィンテージものでその2倍か3倍支払わなくてはならないだろう…。これは想像出来得る中で最も純粋で、最も高貴で最も強烈なピノ・ノワールの代表である。ただおいしいだけではない：他の全てのブルゴーニュワインを評価するための基準なのである。」

### ラ・ターシュ

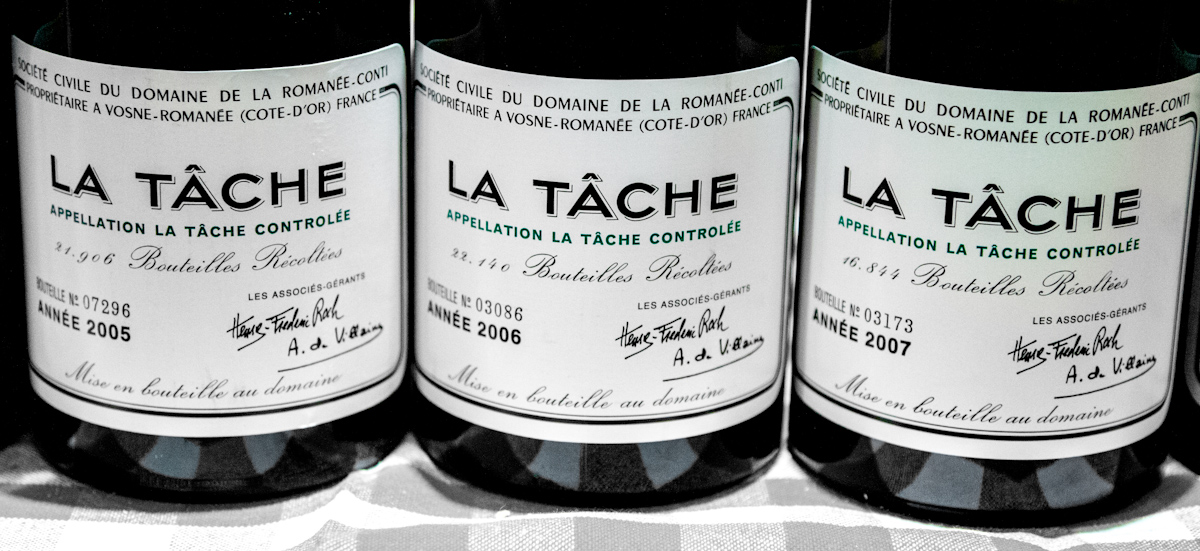
2005年、2006年、2007年のラ・ターシュのラベル

ラ・ターシュは凶作の年でも美味しく、1950年と1951年にはこの会社で瓶詰めされた唯一のワインとなった。
- ブドウの種類：ピノ・ノワール
- ワイン畑：6.06ヘクタール（モノポール）
- 木の平均樹齢：47年
- 平均製造量：1870ケース/年
- 750mL瓶の平均価格：2733ドル[4]

レ・ゴーディショの古いボトルも見つかっており、1929年のケースは88,125ドルの高値がついている。

### リシュブール
当たり年にはラ・ターシュと同じくらい美味しいとされる。
- ブドウの種類：ピノ・ノワール
- ワイン畑：3.51ヘクタール
- 木の平均樹齢：42年
- 平均製造量：1000ケース/年
- 750mL瓶の平均価格：1738ドル[6]

### ロマネ・サン・ヴィヴァン
坂の下方の深い土で製造されるため、他のワインに比べて軽いのが特徴である。
- ブドウの種類：ピノ・ノワール
- ワイン畑：5.28ヘクタール
- 木の平均樹齢：42年
- 平均製造量：1500ケース/年
- 750mL瓶の平均価格：1360ドル[7]

### グラン・エシェゾー
熟成されたワインを含むのでエシェゾーよりもかなり複雑な味がする。なお、畑の一部は会社所有ではなく賃貸である。
- ブドウの種類：ピノ・ノワール
- ワイン畑：3.52ヘクタール
- 木の平均樹齢：52年
- 平均製造量：1150ケース/年
- 750mL瓶の平均価格：1270ドル[8]

### エシェゾー
畑はすべて賃貸であり会社所有ではない。
- ブドウの種類：ピノ・ノワール
- ワイン畑：4.67ヘクタール
- 木の平均樹齢：32年
- 平均製造量：1340ケース/年
- 750mL瓶の平均価格：1079ドル[9]

### モンラッシェ
- ブドウの種類：シャルドネ (ブドウ)
- ワイン畑：0.67ヘクタール
- 木の平均樹齢：62年
- 平均製造量：250ケース/年
- 750mL瓶の平均価格：4406ドル[10]

## ワインの栽培と製造
この醸造所はオークをトロンセの森から特別に仕入れている。新しいオークを100%使用しており、熟成年数はヴィンテージによって異なる。
ろ過をせず、おりから絞り出すときは樽から樽に自然に重力だけを利用して移動させ、決してポンプは用いない。ワインを精製する際には、生卵が用いられる。瓶につめるまで16か月から20か月樽中におく。集める際も瓶詰の際もひと樽ごと重力だけを利用して行う。

### ケースのナンバリング
DRCの木のオリジナル・ケースには8ケタの番号が振られる（例：1020-05-05）。最初の4ケタの番号はワインの種類を表す：1010はロマネ・コンティ、1020はラ・ターシュ、1030はリシュブール、1040はロマネ・サン・ヴィヴァン、1050はグラン・エシェゾー、1060はエシェゾー、1070はモンラッシェ、1099は詰め合わせ、10IIは1級ヴォーヌ・ロマネである。5,6番目の番号はワインのヴィンテージを表す。最後の2ケタの番号は瓶のサイズを表し、01は0.75リットル、0.3は1.5リットル、04は3.0リットル、05は6.0リットルである。従って、例の番号は、ラ・ターシュの2005年物の6リットル瓶であることを表している。

## 近代の経営体制
- 1942年　法人化され、エドモンド・ゴーダン・ド・ヴィレーヌとオーセイ・デュレスのワイン商アンリ・ルロワが50%ずつの株式を所有する共同経営体制となる。
- 1950年　エドモンドが死去し、その息子アンリ・ド・ヴィレーヌがエドモンドの経営権を引き継ぎ、アンリ・ルロワとの共同経営体制となる。
- 1974年　アンリ・ド・ヴィレーヌとアンリ・ルロワはDRCの監査役となり、それぞれの子供たちのオーベール・ド・ヴィレーヌとラルー・ビーズ・ルロワが役員に就任し、新しい二人の共同経営者体制が実現し、その後の品質向上を実現した。
- 1992年　ラルー・ビーズ・ルロワが共同経営者を解任される。1988年にはドメーヌ・ルロワ、1989年にはドメーヌ・ドーヴネを設立していたルロワは、ＤＲＣの経営者でありながら自身のワイン造りに着手していたことが解任の原因とされる。
- 2018年11月　アンリ・フレデリック・ロックが亡くなる。
- 2019年　ペリーヌ・フェナル（当時56歳）が共同経営者に就任。ペリーヌはアンリ・フレデリックのいとこで、ラルー・ビーズ・ルロワの1人娘。